# レッツ・トーク・アバウト・ラヴ
『レッツ・トーク・アバウト・ラヴ』（英: Let's Talk About Love=愛を語ろう）はセリーヌ・ディオンの通算23枚目、英語盤では5枚目のアルバム。1997年11月15日発売。

## アルバム概要
大ヒットした前作『FALLING INTO YOU』に続く新作としてリリースされた。レコーディングはロンドン、ロサンゼルス、ニューヨークにもおよび、スペシャルゲストとして「愛を伝えて〜Tell Him」でバーブラ・ストライサンド、「イモータリティ」でビージーズ、「アイ・ヘイト・ユー・ゼン・アイ・ラヴ・ユー」でルチアーノ・パヴァロッティらと共演している。また「ザ・リーズン」でキャロル・キングとジョージ・マーティン、「レッツ・トーク・アバウト・ラヴ」でブライアン・アダムス、「トリート・ハー・ライク・ア・レディ」にレゲエの要素を加えたジャマイカ人の歌手のダイアナ・キングなどの音楽家も参加している。名前が示すとおりこのアルバムのテーマは愛である。しかし「ホエア・イズ・ザ・ラヴ」や「レッツ・トーク・アバウト・ラヴ」からもわかるように、主に「兄弟愛」に視点が置かれている。
このアルバムで最もヒットしたシングルはバラード「マイ・ハート・ウィル・ゴー・オン」である。ジェームズ・ホーナー作曲、ホーナーとウォルター・アファナシエフのプロデュースで、1997年の超大作映画『タイタニック』に愛のテーマとして使用されて以降、世界中のほとんどの国でヒットチャートを付け、ディオンの代表曲になった。アカデミー歌曲賞やグラミー賞最優秀楽曲賞などさまざまな賞を受賞した。
当初１３曲目には「Is Nothing Sacred」（作詞・作曲ジム・スタインマン）が収録される予定であったが、なんらかの事情から「ホエア・イズ・ザ・ラヴ」に変更されている。そのため、早くに製作されたアジア地域の告知ポスター上の収録曲では「Is Nothing Sacred」が印刷されていた。またアルバムのタイトルも、当初は１曲目の「ザ・リーズン」を、そのままアルバム名とする予定であった。
このアルバムにはカバー曲が多数含まれている。
- 「トリート・ハー・ライク・ア・レディ」（ダイアナ・キング）
- 「ラヴ・イズ・オン・ザ・ウェイ」（ビリー・ポーター）
- 「ホエン・アイ・ニード・ユー」（レオ・セイヤー）
- 「アイ・ヘイト・ユー・ゼン・アイ・ラヴ・ユー」（ミナ）
- 「レッツ・トーク・アバウト・ラヴ」（ジャン＝ジャック・ゴールドマンのフランス語曲「Puisque Tu Pars」の英語版）
- 「アマール・アシエンド・エル・アモール」（ビリー・マンの「You Only Love Once」のスペイン語版）

セリーヌ・ディオンはこのアルバムとそのシングルによってグラミー賞、アカデミー賞、アメリカン・ミュージック・アワード、ビルボード・ミュージック・アワード、ワールド・ミュージック・アワードなど多数の賞を受賞。またライブツアー「Let's Talk About Love Tour」も敢行した 。

## 収録曲
| #   | タイトル                                                                           | 作詞・作曲                                                                                            | 時間 |
| --- | ---------------------------------------------------------------------------------- | --- | ---- |
| 1.  | 「ザ・リーズン」                                                                   | キャロル・キング、マーク・ハドソン、グレッグ・ウェルズ                                                | 5:01 |
| 2.  | 「イモータリティ」(フィーチャリング・ザ・ビージーズ)                               | バリー・ギブ、ロビン・ギブ、モーリス・ギブ                                                            | 4:11 |
| 3.  | 「トリート・ハー・ライク・ア・レディ」(フィーチャリング・ダイアナ・キング)         | ダイアナ・キング、アンディ・マーベル、ビリー・マン、セリーヌ・ディオン                                | 4:05 |
| 4.  | 「ホワイ・オー・ホワイ」                                                           | マーティ・シャローン、ダニー・センベロ                                                                | 4:50 |
| 5.  | 「ラヴ・イズ・オン・ザ・ウェイ」                                                   | ピーター・ジッゾ、デニス・リッチ、ティナ・シェーファー                                                | 4:25 |
| 6.  | 「愛を伝えて〜Tell Him」(ウィズ・バーブラ・ストライサンド)                         | リンタ・トンプソン、ウォルター・アファナシエフ、デイヴィッド・フォスター                              | 4:51 |
| 7.  | 「アマール・アシエンド・エル・アモール」                                           | マン、リッチ、ベニート                                                                                | 4:12 |
| 8.  | 「ホエン・アイ・ニード・ユー」                                                     | アルバート・ハモンド、キャロル・ベイヤー・セイガー                                                    | 4:12 |
| 9.  | 「マイルズ・トゥ・ゴー（ビフォー・アイ・スリープ）」                               | コリー・ハート                                                                                        | 4:40 |
| 10. | 「アス」                                                                           | ビリー・ペース                                                                                        | 5:47 |
| 11. | 「ジャスト・ア・リトル・ビット・オブ・ラヴ」                                       | マリア・クリステンセン、アーニー・ロマン、アーサー・ジェイコブスン                                    | 4:06 |
| 12. | 「マイ・ハート・ウィル・ゴー・オン」(ラヴ・テーマ・フロム『タイタニック』)         | ジェームズ・ホーナー、ウィル・ジェニングス                                                            | 4:40 |
| 13. | 「ホエア・イズ・ザ・ラヴ」                                                         | ハート                                                                                                | 4:55 |
| 14. | 「ビー・ザ・マン」                                                                 | フォスター、ジュニア・マイルズ                                                                        | 4:39 |
| 15. | 「アイ・ヘイト・ユー・ゼン・アイ・ラヴ・ユー」(ウィズ・ルチアーノ・パヴァロッティ) | トニー・レニス、マヌエル・デ・ファリャ、アルベルト・ テスタ、ファビオ・テスタ、ノーマン・ニューウェル | 4:42 |
| 16. | 「レッツ・トーク・アバウト・ラヴ」                                                 | ブライアン・アダムス、ジャン=ジャック・ゴールドマン、エリオット・ケネディー                           | 5:12 |

| #   | タイトル                                                                           | 作詞・作曲                                                                                            | 時間 |
| --- | ---------------------------------------------------------------------------------- | --- | ---- |
| 1.  | 「ザ・リーズン」                                                                   | キャロル・キング、マーク・ハドソン、グレッグ・ウェルズ                                                | 5:01 |
| 2.  | 「イモータリティ」(フィーチャリング・ザ・ビージーズ)                               | バリー・ギブ、ロビン・ギブ、モーリス・ギブ                                                            | 4:11 |
| 3.  | 「トリート・ハー・ライク・ア・レディ」(フィーチャリング・ダイアナ・キング)         | ダイアナ・キング、アンディ・マーベル、ビリー・マン、セリーヌ・ディオン                                | 4:05 |
| 4.  | 「ホワイ・オー・ホワイ」                                                           | マーティ・シャローン、ダニー・センベロ                                                                | 4:50 |
| 5.  | 「ラヴ・イズ・オン・ザ・ウェイ」                                                   | ピーター・ジッゾ、デニス・リッチ、ティナ・シェーファー                                                | 4:25 |
| 6.  | 「愛を伝えて〜Tell Him」(ウィズ・バーブラ・ストライサンド)                         | リンタ・トンプソン、ウォルター・アファナシエフ、デイヴィッド・フォスター                              | 4:51 |
| 7.  | 「ホエア・イズ・ザ・ラヴ」                                                         | ハート                                                                                                | 4:55 |
| 8.  | 「ホエン・アイ・ニード・ユー」                                                     | アルバート・ハモンド、キャロル・ベイヤー・セイガー                                                    | 4:12 |
| 9.  | 「マイルズ・トゥ・ゴー（ビフォー・アイ・スリープ）」                               | コリー・ハート                                                                                        | 4:40 |
| 10. | 「アス」                                                                           | ビリー・ペース                                                                                        | 5:47 |
| 11. | 「ジャスト・ア・リトル・ビット・オブ・ラヴ」                                       | マリア・クリステンセン、アーニー・ロマン、アーサー・ジェイコブスン                                    | 4:06 |
| 12. | 「マイ・ハート・ウィル・ゴー・オン」(ラヴ・テーマ・フロム『タイタニック』)         | ジェームズ・ホーナー、ウィル・ジェニングス                                                            | 4:40 |
| 13. | 「アイ・ヘイト・ユー・ゼン・アイ・ラヴ・ユー」(ウィズ・ルチアーノ・パヴァロッティ) | トニー・レニス、マヌエル・デ・ファリャ、アルベルト・ テスタ、ファビオ・テスタ、ノーマン・ニューウェル | 4:42 |
| 14. | 「トゥ・ラヴ・ユー・モア」                                                         | フォスター、マイルズ                                                                                  | 5:28 |
| 15. | 「レッツ・トーク・アバウト・ラヴ」                                                 | ブライアン・アダムス、ジャン=ジャック・ゴールドマン、エリオット・ケネディー                           | 5:12 |

| #   | タイトル                                                                           | 作詞・作曲                                                                                            | 時間 |
| --- | ---------------------------------------------------------------------------------- | --- | ---- |
| 1.  | 「ザ・リーズン」                                                                   | キャロル・キング、マーク・ハドソン、グレッグ・ウェルズ                                                | 5:01 |
| 2.  | 「イモータリティ」(フィーチャリング・ザ・ビージーズ)                               | バリー・ギブ、ロビン・ギブ、モーリス・ギブ                                                            | 4:11 |
| 3.  | 「トリート・ハー・ライク・ア・レディ」(フィーチャリング・ダイアナ・キング)         | ダイアナ・キング、アンディ・マーベル、ビリー・マン、セリーヌ・ディオン                                | 4:05 |
| 4.  | 「ホワイ・オー・ホワイ」                                                           | マーティ・シャローン、ダニー・センベロ                                                                | 4:50 |
| 5.  | 「ラヴ・イズ・オン・ザ・ウェイ」                                                   | ピーター・ジッゾ、デニス・リッチ、ティナ・シェーファー                                                | 4:25 |
| 6.  | 「愛を伝えて〜Tell Him」(ウィズ・バーブラ・ストライサンド)                         | リンタ・トンプソン、ウォルター・アファナシエフ、デイヴィッド・フォスター                              | 4:51 |
| 7.  | 「アマール・アシエンド・エル・アモール」                                           | マン、リッチ、ベニート                                                                                | 4:12 |
| 8.  | 「ホエン・アイ・ニード・ユー」                                                     | アルバート・ハモンド、キャロル・ベイヤー・セイガー                                                    | 4:12 |
| 9.  | 「マイルズ・トゥ・ゴー（ビフォー・アイ・スリープ）」                               | コリー・ハート                                                                                        | 4:40 |
| 10. | 「アス」                                                                           | ビリー・ペース                                                                                        | 5:47 |
| 11. | 「ジャスト・ア・リトル・ビット・オブ・ラヴ」                                       | マリア・クリステンセン、アーニー・ロマン、アーサー・ジェイコブスン                                    | 4:06 |
| 12. | 「マイ・ハート・ウィル・ゴー・オン」(ラヴ・テーマ・フロム『タイタニック』)         | ジェームズ・ホーナー、ウィル・ジェニングス                                                            | 4:40 |
| 13. | 「ホエア・イズ・ザ・ラヴ」                                                         | ハート                                                                                                | 4:55 |
| 14. | 「アイ・ヘイト・ユー・ゼン・アイ・ラヴ・ユー」(ウィズ・ルチアーノ・パヴァロッティ) | トニー・レニス、マヌエル・デ・ファリャ、アルベルト・ テスタ、ファビオ・テスタ、ノーマン・ニューウェル | 4:42 |
| 15. | 「レッツ・トーク・アバウト・ラヴ」                                                 | ブライアン・アダムス、ジャン=ジャック・ゴールドマン、エリオット・ケネディー                           | 5:12 |

| #   | タイトル                                                                           | 作詞・作曲                                                                                            | 時間 |
| --- | ---------------------------------------------------------------------------------- | --- | ---- |
| 1.  | 「ザ・リーズン」                                                                   | キャロル・キング、マーク・ハドソン、グレッグ・ウェルズ                                                | 5:01 |
| 2.  | 「イモータリティ」(フィーチャリング・ザ・ビージーズ)                               | バリー・ギブ、ロビン・ギブ、モーリス・ギブ                                                            | 4:11 |
| 3.  | 「トリート・ハー・ライク・ア・レディ」(フィーチャリング・ダイアナ・キング)         | ダイアナ・キング、アンディ・マーベル、ビリー・マン、セリーヌ・ディオン                                | 4:05 |
| 4.  | 「ホワイ・オー・ホワイ」                                                           | マーティ・シャローン、ダニー・センベロ                                                                | 4:50 |
| 5.  | 「ラヴ・イズ・オン・ザ・ウェイ」                                                   | ピーター・ジッゾ、デニス・リッチ、ティナ・シェーファー                                                | 4:25 |
| 6.  | 「愛を伝えて〜Tell Him」(ウィズ・バーブラ・ストライサンド)                         | リンタ・トンプソン、ウォルター・アファナシエフ、デイヴィッド・フォスター                              | 4:51 |
| 7.  | 「アマール・アシエンド・エル・アモール」                                           | マン、リッチ、ベニート                                                                                | 4:12 |
| 8.  | 「ホエン・アイ・ニード・ユー」                                                     | アルバート・ハモンド、キャロル・ベイヤー・セイガー                                                    | 4:12 |
| 9.  | 「マイルズ・トゥ・ゴー（ビフォー・アイ・スリープ）」                               | コリー・ハート                                                                                        | 4:40 |
| 10. | 「アス」                                                                           | ビリー・ペース                                                                                        | 5:47 |
| 11. | 「ジャスト・ア・リトル・ビット・オブ・ラヴ」                                       | マリア・クリステンセン、アーニー・ロマン、アーサー・ジェイコブスン                                    | 4:06 |
| 12. | 「マイ・ハート・ウィル・ゴー・オン」(ラヴ・テーマ・フロム『タイタニック』)         | ジェームズ・ホーナー、ウィル・ジェニングス                                                            | 4:40 |
| 13. | 「アイ・ヘイト・ユー・ゼン・アイ・ラヴ・ユー」(ウィズ・ルチアーノ・パヴァロッティ) | トニー・レニス、マヌエル・デ・ファリャ、アルベルト・ テスタ、ファビオ・テスタ、ノーマン・ニューウェル | 4:42 |
| 14. | 「トゥ・ラヴ・ユー・モア」                                                         | フォスター、マイルズ                                                                                  | 5:28 |
| 15. | 「レッツ・トーク・アバウト・ラヴ」                                                 | ブライアン・アダムス、ジャン=ジャック・ゴールドマン、エリオット・ケネディー                           | 5:12 |

| #  | タイトル                                                             | 作詞・作曲                                   | 時間 |
| -- | -------------------------------------------------------------------- | -------------------------------------------- | ---- |
| 1. | 「マイ・ハート・ウィル・ゴー・オン」(リッチー・ジョーンズ・ミックス) | ホーナー、ジェニングス                       | 4:16 |
| 2. | 「トゥ・ラヴ・ユー・モア」(トニー・モラン・ミックス)                 | フォスター、マイルズ                         | 9:27 |
| 3. | 「ビー・ザ・マン」(カラオケ・ヴァージョン)                           | フォスター、マイルズ                         | 4:39 |
| 4. | 「ユニゾン」(リミックス)                                             | アンディ・ゴールドマーク、ブルース・ロバーツ | 4:04 |
| 5. | 「ラヴ・キャン・ムーヴ・マウンテンズ」(ライヴ・フロム・À l'Olympia)  | ダイアン・ウォーレン                         | 4:40 |

## 発売日
| 地域           | 日付           | レーベル                                      | 規格 | 品番        |
| -------------- | -------------- | --------------------------------------------- | ---- | ----------- |
| オーストラリア | 1997年11月14日 | ソニー・ミュージック、エピック、550           | CD   | 4891592     |
| 日本           | 1997年11月15日 | ソニー・ミュージック・ジャパン、エピック、550 | CD   | ESCA-6877   |
| ヨーロッパ     | 1997年11月17日 | ソニー・ミュージック、コロムビア              | CD   | 4891592     |
| アメリカ       | 1997年11月18日 | エピック、550                                 | CD   | 68861       |
| カナダ         | 1997年11月18日 | ソニー・ミュージック、コロムビア              | CD   | 68861       |
| アジア         | 1999年1月18日  | ソニー・ミュージック、コロムビア              | 2CD  | 4891592     |
| ヨーロッパ     | 2009年8月2日   | ソニー・ミュージック、コロムビア              | 2CD  | 88697593672 |